# Emiliano Viviano
Emiliano Viviano, né le 1er décembre 1985 à Fiesole, est un footballeur international italien qui évolue au poste de gardien de but.

## Biographie
Le 2 février 2009, à quelques heures de la fermeture du marché des transferts, l'Inter Milan a acquis la moitié du joueur pour la somme de 3,5 millions d'euros. L'autre moitié du contrat est acquise au même prix par le Bologna, qui récupère le joueur. La copropriété est renouvelée la saison suivante, toujours en faveur de Bologna.
En juillet 2012, il est prêté une saison à l'AC Fiorentina. 
Le 2 septembre 2013, il est prêté pour une saison au club anglais d'Arsenal.
Emiliano Viviano obtient sa première convocation en équipe nationale pour le premier match de Cesare Prandelli contre la Côte d'Ivoire le 11 août 2010. Toutefois, il n'est pas utilisé. Il débute lors du deuxième match qualificatif à l'Euro 2012 face aux Iles Féroé (5-0) où il est titulaire.
Le 12 août 2014, il rejoint la Sampdoria pour une saison sous forme de prêt avec option d'achat.
Le 22 juin 2018, il signe au Sporting CP pour deux saisons.

## Statistiques
| Saison                | Club                  | Championnat           | Championnat | Championnat | Coupe(s) nationale(s) | Coupe(s) nationale(s) | Supercoupe | Supercoupe | Compétition(s) continentale(s) | Compétition(s) continentale(s) | Compétition(s) continentale(s) | Italie | Italie | Total | Total |
| Saison                | Club                  | Division              | M.          | B.          | M.                    | B.                    | M.         | B.         | Comp.                          | M.                             | B.                             | M.     | B.     | M.    | B.    |
| 2004-2005             | AC Cesena (prêt)      | Serie B               | 13          | 0           | -                     | -                     | -          | -          | -                              | -                              | -                              | -      | -      | 13    | 0     |
| 2005-2006             | Brescia Calcio        | Serie B               | 14          | 0           | -                     | -                     | -          | -          | -                              | -                              | -                              | -      | -      | 14    | 0     |
| 2006-2007             | Brescia Calcio        | Serie B               | 40          | 0           | 5                     | 0                     | -          | -          | -                              | -                              | -                              | -      | -      | 45    | 0     |
| 2007-2008             | Brescia Calcio        | Serie B               | 35+2        | 0           | 1                     | 0                     | -          | -          | -                              | -                              | -                              | -      | -      | 38    | 0     |
| 2008-2009             | Brescia Calcio        | Serie B               | 37+4        | 0           | 3                     | 0                     | -          | -          | -                              | -                              | -                              | -      | -      | 44    | 0     |
| 2009-2010             | Bologne FC            | Serie A               | 34          | 0           | 1                     | 0                     | -          | -          | -                              | -                              | -                              | -      | -      | 35    | 0     |
| 2010-2011             | Bologne FC            | Serie A               | 38          | 0           | -                     | -                     | -          | -          | -                              | -                              | -                              | 6      | 0      | 44    | 0     |
| 2011-2012             | Inter Milan           | Serie A               | -           | -           | -                     | -                     | -          | -          | C1                             | -                              | -                              | -      | -      | 0     | 0     |
| 2011-2012             | US Palerme            | Serie A               | 20          | 0           | -                     | -                     | -          | -          | -                              | -                              | -                              | -      | -      | 20    | 0     |
| 2012-2013             | AC Fiorentina (prêt)  | Serie A               | 32          | 0           | -                     | -                     | -          | -          | -                              | -                              | -                              | -      | -      | 32    | 0     |
| 2013-2014             | Arsenal FC (prêt)     | Premier League        | -           | -           | -                     | -                     | -          | -          | -                              | -                              | -                              | -      | -      | 0     | 0     |
| 2014-2015             | Sampdoria Gênes       | Serie A               | 29          | 0           | 1                     | 0                     | -          | -          | -                              | -                              | -                              | -      | -      | 30    | 0     |
| 2015-2016             | Sampdoria Gênes       | Serie A               | 37          | 0           | 1                     | 0                     | -          | -          | C3                             | 2                              | 0                              | -      | -      | 40    | 0     |
| 2016-2017             | Sampdoria Gênes       | Serie A               | 17          | 0           | 1                     | 0                     | -          | -          | -                              | -                              | -                              | -      | -      | 18    | 0     |
| 2017-2018             | Sampdoria Gênes       | Serie A               | 18          | 0           | 0                     | 0                     | -          | -          | -                              | -                              | -                              | -      | -      | 18    | 0     |
| Sous-total            | Sous-total            | Sous-total            | 101         | 0           | 3                     | 0                     | 0          | 0          | -                              | 2                              | 0                              | -      | -      | 106   | 0     |
| Total sur la carrière | Total sur la carrière | Total sur la carrière | 370         | 0           | 13                    | 0                     | 0          | 0          | -                              | 2                              | 0                              | 6      | 0      | 391   | 0     |